# Extrusion (Geologie)

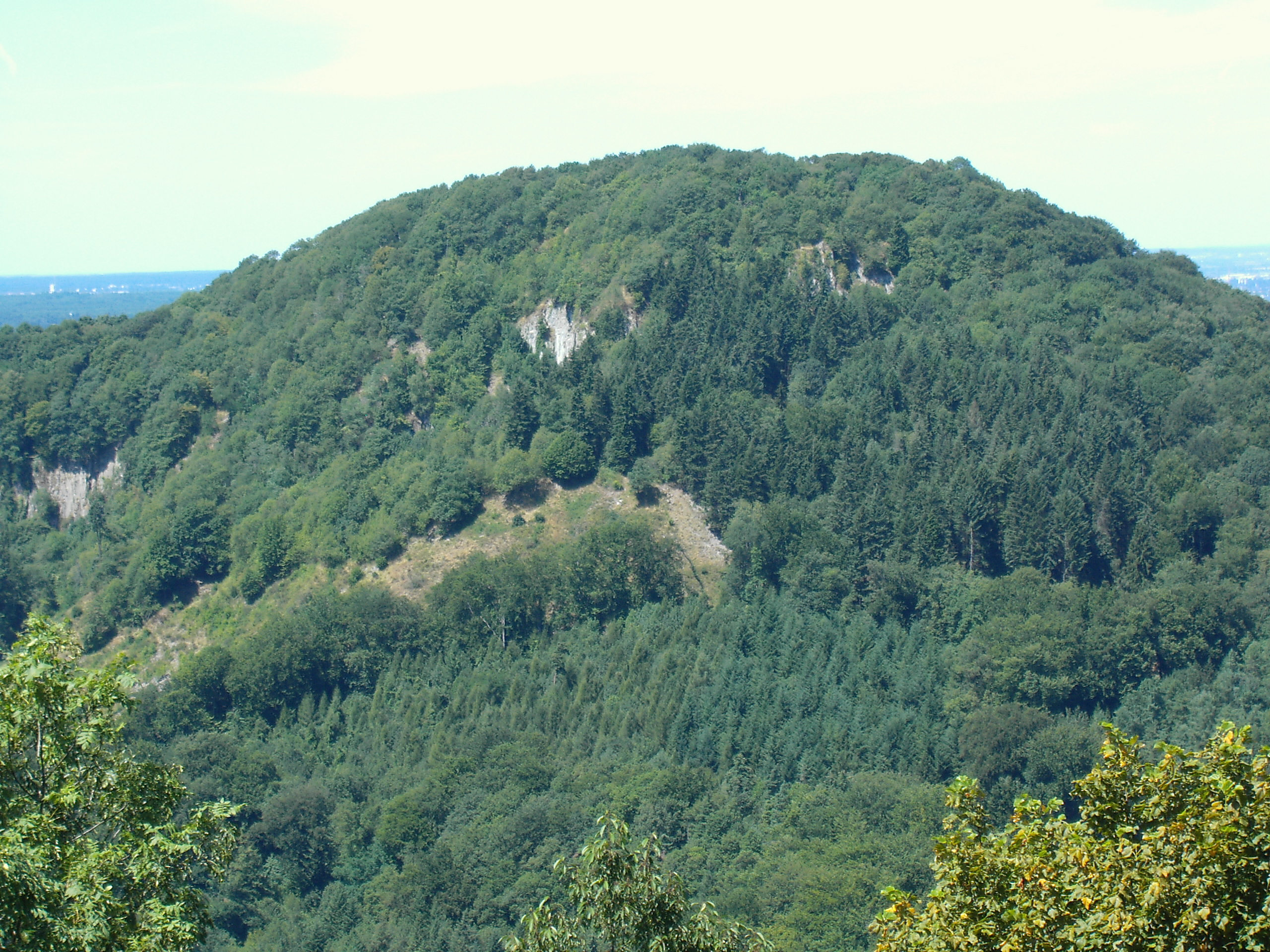
Die Wolkenburg im Siebengebirge, eine durch Extrusion entstandene Staukuppe

Extrusion (von lateinisch extrudere ‚hinausstoßen, hinausdrängen‘) beschreibt in der Geologie das Aufsteigen zähflüssigen Magmas in Vulkanen. Ursprünglich wurde der Begriff im Jahr 1897 von Archibald Geikie für den Ausfluss von Lava und den Auswurf von Lockermassen aus Vulkanen geschaffen.
Heute wird der Begriff im deutschen Sprachraum fast ausschließlich für die Vorgänge bei der Entstehung vulkanischer Staukuppen und Lavanadeln verwendet. Beispiele solcher durch Extrusion entstandener Quell- und Staukuppen finden sich etwa im Siebengebirge, in der Rhön, in der Auvergne, auf Santorin und in vielen anderen Vulkangebieten der Erde.
Als Extrusion wird darüber hinaus das Ausfließen von Salz an die Erdoberfläche bezeichnet. Beispiele für diesen Vorgang finden sich in den Salzgletschern im Zagros-Gebirge in Iran.
Außerhalb des deutschsprachigen Raums hat sich die ursprüngliche Bedeutung des Fachbegriffs gehalten.